# 范慧娟
范 慧娟（はん ええん、1935年 - ）は、中華人民共和国の外交官。

## 経歴
原籍は浙江省寧波市鎮海県三北（現在の慈谿市）で、1935年に上海市に生まれた。上海進徳女子中学、暁明女子中学を経て、1960年、中国人民大学外交系英文班を卒業。
卒業後、同年、中華人民共和国外交部西亜非洲司に入局、課員、秘書を務めた。1964年に中華人民共和国駐シリア大使館職員を務め、1969年に湖北省、江西省の五七幹部学校に労働参加した。1972年に外交部西亜北非司課員、二等秘書、副処長を務めた。1982年に中国共産党中央党校に入学した。1983年に外交部新聞司の一等秘書を務めた。1986年に中国の国連ジュネーブ駐在事務所代表団の参事官に就任した。1990年に外交部新聞司副司級参事官、三処処長を務めた。1991年に中華人民共和国外交部報道局報道官、報道司副司長（当時56歳）を務め、80年代初期に外交部が報道官制度を設立して以来2人目の女性報道官だった。
1993年12月、范慧娟は中国の5代目アイルランド駐在大使に任命され、1997年11月に退任した。